# Richtenberg
Richtenberg – miasto w Niemczech, w kraju związkowym Meklemburgia-Pomorze Przednie, w powiecie Vorpommern-Rügen, w urzędzie Franzburg-Richtenberg.